# Casey Matthews
Casey Christopher Matthews (urodzony 16 stycznia 1989 roku w Northridge w stanie Kalifornia) – amerykański zawodnik futbolu amerykańskiego, grający na pozycji linebackera. W rozgrywkach akademickich NCAA występował w drużynie University of Oregon.
W roku 2011 przystąpił do draftu NFL. Został wybrany w czwartej rundzie (116. wybór) przez zespół Philadelphia Eagles. W drużynie z Pensylwanii występuje do tej pory.
W pierwszym sezonie 2010 Matthews został wybrany do pierwszego zespołu konferencji All-Pac 10, w tym samym roku umieszczono go również w drugiej drużynie All-American, w roku 2010 został również wybrany najlepszym zawodnikiem swojej drużyny uniwersyteckiej.